# Рауфф, Вальтер
Херманн Юлиус Вальтер Рауфф (нем. Hermann Julius Walter Rauff; 19 июня 1906, Кётен, Германская империя — 14 мая 1984, Сантьяго, Чили) — штандартенфюрер СС, служил в СД, а потом в РСХА. Начальник технической службы. Во время боевых действий в Северной Африке отвечал за преследование евреев. После окончания войны скрывался в Чили.

## Биография
Родился 19 июня 1906 года в Кётене в семье банковского служащего. Окончил школу в Магдебурге в 1924 году и поступил на флот (рейхсмарине). На флоте Рауфф познакомился с Гейдрихом, который служил офицером. 1 апреля 1926 года стал фенрихом на линейном корабле «Эльзас», дислоцирующемся в Киле. В 1926 году произведён в лейтенанты, в 1930 году стал старшим лейтенантом (Oberlieutenant). До 1935 года работал в Инспекции по торпедам и минной флотилии, затем в звании капитан-лейтенанта командовал минным тральщиком M-146 во флотилии в Пилау. В 1937 году офицерским судом чести исключён из состава флота.
Вступил в НСДАП (членский билет № 5216415) и в СС (№ 290947), где его покровителем стал Гейдрих, в 1938 году в ранге гауптштурмфюрера. К 1941 году достиг звания оберштурмбаннфюрера СС. В 1940 году вернулся на флот, где командовал флотилией минных тральщиков. В апреле 1941 года получил звание капитана корвета, но почти сразу уволился из флота. Рауфф возглавил отдел в РСХА, где участвовал в разработке новых моделей газвагенов . Начальником VI управления РСХА Вальтером Шелленбергом привлечен к работе в группе VI F (Technische Hilfsmittel des Nachrichtendienstes im Ausland). Группа занималась разработкой и производством технических средств разведслужб.
После поражения Африканского корпуса Роммеля при Тобруке Рауфф возглавил специальное подразделение СС, в задачу которого входило преследование евреев в Северной Африке. Однако военные неудачи привели к тому, что большие территории переходили под контроль союзников.
В мае 1943 года Рауфф был послан в Милан, где был поставлен во главе отделения полиции безопасности (Sicherheitspolizei, Зипо).
В июне 1944 года стал штандартенфюрером.
В конце войны Рауфф сдался в плен американским войскам и был помещён в лагерь для интернированных лиц в Римини, откуда бежал в декабре 1946 года.
В конце 1940-х годов служил в секретной службе Сирии, но после падения его покровителя президента Хосни аз-Займа бежал в Эквадор.
В 1958 году Рауфф обосновался в Чили, где управлял консервным заводом в Пунта-Аренас (одном из самых южных городов мира).
В 1962 году был арестован по запросу Германии, но Верховный суд Чили, рассматривавший запрос об экстрадиции, отказал в выдаче. В дальнейшем, как в правление Альенде, так и в правление Пиночета (которое активно сотрудничало с бывшим штандартенфюрером), несколько запросов о выдаче Рауффа были отклонены со ссылкой на решение верховного суда. 

В 1983 году знаменитая охотница за нацистами Беата Кларсфельд, которая приехала в Чили, чтобы добиться экстрадиции Рауффа, была арестована. После этого с критикой чилийского правительства выступили британский премьер-министр Маргарет Тэтчер и Государственный департамент США, однако Рауфф так и не был экстрадирован.
В 1981 году Рауфф дал интервью для документального фильма Уильяма Бемистера «Охотники и жертвы» (англ. The Hunter and the Hunted), посвящённого охотникам за нацистами.
14 мая 1984 года Рауфф умер от рака в госпитале Лас Кондес в Сантьяго.

## Награды
- Имперский спортивный знак в бронзе
- Германский крест в серебре (20 мая 1943 года)
- Крест «За военные заслуги» 2 класса с мечами
- Крест «За военные заслуги» 1 класса с мечами (20 апреля 1944 года)
- Германский крест в золоте (7 февраля 1945 года)